# Лемон-Гроув (Каліфорнія)
Лемон-Гроув (англ. Lemon Grove) — місто (англ. city) в США, в окрузі Сан-Дієго штату Каліфорнія. Населення — 27 627 осіб (2020).

## Географія
Лемон-Гроув розташований за координатами 32°43′59″ пн. ш. 117°2′4″ зх. д. / 32.73306° пн. ш. 117.03444° зх. д. (32.733076, -117.034406).  За даними Бюро перепису населення США в 2010 році місто мало площу 10,05 км², уся площа — суходіл.

## Демографія
Згідно з переписом 2010 року, у місті мешкало 25 320 осіб у 8434 домогосподарствах у складі 5883 родин. Густота населення становила 2519 осіб/км².  Було 8868 помешкань (882/км²).
Расовий склад населення:
| - 51,6 % — білих - 13,8 % — чорних або афроамериканців - 6,4 % — азіатів - 1,1 % — вихідців з тихоокеанських островів - 0,9 % — корінних американців - 19,1 % — осіб інших рас |

До двох чи більше рас належало 7,1 %. Частка іспаномовних становила 41,2 % від усіх жителів.
За віковим діапазоном населення розподілялося таким чином: 25,5 % — особи молодші 18 років, 63,3 % — особи у віці 18—64 років, 11,2 % — особи у віці 65 років та старші. Медіана віку мешканця становила 35,0 року. На 100 осіб жіночої статі у місті припадало 95,3 чоловіків;  на 100 жінок у віці від 18 років та старших — 93,6 чоловіків також старших 18 років.
Середній дохід на одне домашнє господарство  становив 63 934 долари США (медіана — 55 404), а середній дохід на одну сім'ю — 68 772 долари (медіана — 60 704). Медіана доходів становила 44 251 долар для чоловіків та 36 289 доларів для жінок. За межею бідності перебувало 15,1 % осіб, у тому числі 23,1 % дітей у віці до 18 років та 11,0 % осіб у віці 65 років та старших.
Цивільне працевлаштоване населення становило 11 749 осіб. Основні галузі зайнятості: освіта, охорона здоров'я та соціальна допомога — 21,8 %, роздрібна торгівля — 11,7 %, науковці, спеціалісти, менеджери — 9,9 %, будівництво — 9,8 %.